# Classe Suma
La classe Suma fut la troisième classe de croiseur protégé  construite au Japon à l'arsenal naval de Yokosuka pour la Marine impériale japonaise.

## Conception
Les croiseurs de classe Suma ont été conçus au Japon à l'Arsenal de Yokosuka, selon l'expérience acquise dans la construction du croiseur Akitsushima. La Marine impériale japonaise avait hâte de mettre fin à sa dépendance à l'égard des puissances étrangères pour les navires de guerre modernes. Plus légèrement armés et blindés que beaucoup de leurs contemporains, leur petite taille et leur conception simple facilita leur mise en chantier. Leur vitesse légèrement plus élevée permit leur usage pour de nombreuses opérations militaires. De plus, la construction de ces navires au Japon donna aux concepteurs et constructeurs de navires japonais une expérience précieuse qui fut utilisée pour construire des bateaux plus grands et plus puissants par la suite.

Les croiseurs de classe Suma étaient plus petits que l' Akitsushima, et avaient par conséquent un armement plus léger (2 canons de 152 mm principal au lieu de 4). Des leçons apprises avec l' Akitsushima, la localisation sur les côtés des 6 canons de 120 mm fut faite plus bas vers le centre de gravité pour améliorer la stabilité du navire.

Le second navire de la classe, l' Akashi différait du Suma par le positionnement des tubes lance-torpilles  sur l'arrière du navire.

## Histoire
Ils ont participé à de nombreuses actions pendant la première guerre sino-japonaise (1894-95).
Ils ont aussi servi durant la révolte des Boxers et la Guerre russo-japonaise (1904-05)

Durant la Première Guerre mondiale ils ont servi de patrouilleur sur les couloirs maritimes de l'Asie du Sud-Est et la mer Méditerranée. L' Akasi participa à la Bataille de Tsingtao.

Le Suma a été rayé des services le 4 avril 1923 et a été démoli en 1928. L' Akashi a fini comme cible pour les bombardiers en piqué au sud d'Izu Ōshima le 3 août 1930.

## Les unités de la classe
| Nom       | Lancement        | Armement         | Chantier naval                  | Fin de carrière                         | Photo |
| --------- | ---------------- | ---------------- | ------------------------------- | --------------------------------------- | ----- |
| Suma (en) | 9 mars 1895      | 12 décembre 1896 | Arsenal naval de Yokosuka Japon | rayé le 4 avril 1923 démolition en 1928 |       |
| Akashi    | 18 décembre 1897 | 30 mars 1899     | Arsenal naval de Yokosuka Japon | coulé le 3 août 1930                    |       |

## Sources
- (en) Cet article est partiellement ou en totalité issu de l’article de Wikipédia en anglais intitulé « Suma class cruiser » (voir la liste des auteurs).